# Krasnoiarsk
Krasnoiarsk (în rusă Красноярск) este un oraș din Rusia, din Siberia, centrul administrativ al regiunii Krasnoiarsk.

## Geografie
Orașul se află la 56°01′N 93°04′E. Suprafața totală a orașului inclusiv suburbiile și fluviul este 172 km². Temperatura medie în ianuarie este −20 °C, în iulie +18 °C. Temperatura minimă înregistrată vreodată a fost —56 °C, iar cea maximă +36 °C.
Fluviul Enisei străbate orașul de la vest la est.

## Demografie
Conform recensămîntului din 2002 populația era de 909.341 locuitori, formată în special din ruși, ucraineni, tătari, germani și bieloruși. În ultima vreme se înregistrează creșterea numărului de tadjici, uzbeci și chinezi, ca urmare a imigrării, deseori ilegale. În 2010 Krasnoiarsk a avut o populație de 1.035.528 de locuitori.

## Istorie
Orașul a fost întemeiat în iulie 1628.

## Personalități născute aici
- Mirra Andreeva (n. 2007), tenismenă.
- Dmitri Hvorostovski (1952–2017), cântăreț de operă, bariton